# Ateloglutus lanfrancoi
Ateloglutus lanfrancoi là một loài ruồi trong họ Tachinidae.